# Motocross-Weltmeisterschaft 2020
Die Motocross-Weltmeisterschaft 2020 war die 64. Saison der Motocross-Weltmeisterschaft.
Die Saison begann am 1. März im britischen Winchester und endete am 8. November im italienischen Garda. Aufgrund der COVID-19-Pandemie musste sie von März bis August unterbrochen werden.

## Übersicht

### Rennkalender
| #  | Datum                 | Rennen                          | Ort             |
| -- | --------------------- | ------------------------------- | --------------- |
| 1  | 29. Februar – 1. März | Großer Preis von Großbritannien | Matterley Basin |
| 2  | 7.–8. März            | Großer Preis der Niederlande    | Valkenswaard    |
| 3  | 9. August             | Großer Preis von Lettland       | Ķegums          |
| 4  | 12. August            | Großer Preis von Riga           | Ķegums          |
| 5  | 16. August            | Großer Preis von Ķegums         | Ķegums          |
| 6  | 5.–6. September       | Großer Preis von Italien        | Faenza          |
| 7  | 8.–9. September       | Großer Preis von Faenza         | Faenza          |
| 8  | 12.–13. September     | Großer Preis der Emilia-Romagna | Faenza          |
| 9  | 27. September         | Großer Preis der Lombardei      | Mantua          |
| 10 | 30. September         | Großer Preis von Mantua         | Mantua          |
| 11 | 4. Oktober            | Großer Preis von Europa         | Mantua          |
| 12 | 10.–11. Oktober       | Großer Preis von Spanien        | Madrid          |
| 13 | 18. Oktober           | Großer Preis von Belgien        | Lommel          |
| 14 | 21. Oktober           | Großer Preis von Limburg        | Lommel          |
| 15 | 25. Oktober           | Großer Preis von Lommel         | Lommel          |
| 16 | 1. November           | Großer Preis von Trentino       | Pietramurata    |
| 17 | 4. November           | Großer Preis der Pietramurata   | Pietramurata    |
| 18 | 8. November           | Großer Preis von Garda-Trentino | Pietramurata    |

### Punktesystem
Weltmeister wurde derjenige Fahrer beziehungsweise Konstrukteur, der in seiner jeweiligen Klasse die meisten Punkte erzielt hatte. Die 20 erstplatzierten Fahrer jedes Rennens erhielten Punkte nach dem folgenden Schema.
| Punkteverteilung | Punkteverteilung | Punkteverteilung | Punkteverteilung | Punkteverteilung | Punkteverteilung | Punkteverteilung | Punkteverteilung | Punkteverteilung | Punkteverteilung | Punkteverteilung | Punkteverteilung | Punkteverteilung | Punkteverteilung | Punkteverteilung | Punkteverteilung | Punkteverteilung | Punkteverteilung | Punkteverteilung | Punkteverteilung | Punkteverteilung |
| ---------------- | ---------------- | ---------------- | ---------------- | ---------------- | ---------------- | ---------------- | ---------------- | ---------------- | ---------------- | ---------------- | ---------------- | ---------------- | ---------------- | ---------------- | ---------------- | ---------------- | ---------------- | ---------------- | ---------------- | ---------------- |
| Platz            | 1                | 2                | 3                | 4                | 5                | 6                | 7                | 8                | 9                | 10               | 11               | 12               | 13               | 14               | 15               | 16               | 17               | 18               | 19               | 20               |
| Punkte           | 25               | 22               | 20               | 18               | 16               | 15               | 14               | 13               | 12               | 11               | 10               | 9                | 8                | 7                | 6                | 5                | 4                | 3                | 2                | 1                |

In die Fahrerwertung flossen alle von dem jeweiligen Fahrer erzielten Punkte ein. In die Konstrukteurswertung flossen für jedes Rennen die durch den jeweils bestplatzierten Fahrer erzielten Punkte ein, der für den Konstrukteur startete.

## MXGP

### Rennergebnisse
| #  | Datum  | Grand Prix     | Ort             | Grand Prix       | Grand Prix        | Grand Prix        | Sieger           | Sieger            | Gesamtführung    | Gesamtführung |
| #  | Datum  | Grand Prix     | Ort             | Erster Platz     | Zweiter Platz     | Dritter Platz     | Rennen 1         | Rennen 2          | Fahrer           | Konstrukteur  |
| -- | ------ | -------------- | --------------- | ---------------- | ----------------- | ----------------- | ---------------- | ----------------- | ---------------- | ------------- |
| 1  | 01.03. | Großbritannien | Matterley Basin | Jeffrey Herlings | Tim Gajser        | Antonio Cairoli   | Jeffrey Herlings | Tim Gajser        | Jeffrey Herlings | KTM           |
| 2  | 08.03. | Niederlande    | Valkenswaard    | Jeffrey Herlings | Tim Gajser        | Arminas Jasikonis | Tim Gajser       | Jeffrey Herlings  | Jeffrey Herlings | KTM           |
| 3  | 09.08. | Lettland       | Ķegums          | Glenn Coldenhoff | Tim Gajser        | Romain Febvre     | Tim Gajser       | Glenn Coldenhoff  | Jeffrey Herlings | Honda         |
| 4  | 12.08. | Riga           | Ķegums          | Antonio Cairoli  | Jeremy Seewer     | Jeffrey Herlings  | Antonio Cairoli  | Arminas Jasikonis | Jeffrey Herlings | KTM           |
| 5  | 16.08. | Ķegums         | Ķegums          | Jeffrey Herlings | Arminas Jasikonis | Jorge Prado       | Tim Gajser       | Jeffrey Herlings  | Jeffrey Herlings | KTM           |
| 6  | 06.09. | Italien        | Faenza          | Jeffrey Herlings | Jeremy Seewer     | Antonio Cairoli   | Jeffrey Herlings | Jeffrey Herlings  | Jeffrey Herlings | KTM           |
| 7  | 09.09. | Faenza         | Faenza          | Jorge Prado      | Tim Gajser        | Jeremy Seewer     | Jeremy Seewer    | Tim Gajser        | Jeffrey Herlings | KTM           |
| 8  | 13.09. | Emilia-Romagna | Faenza          | Antonio Cairoli  | Tim Gajser        | Jorge Prado       | Jorge Prado      | Tim Gajser        | Antonio Cairoli  | KTM           |
| 9  | 27.09. | Lombardei      | Mantua          | Jeremy Seewer    | Glenn Coldenhoff  | Jorge Prado       | Jeremy Seewer    | Tim Gajser        | Tim Gajser       | KTM           |
| 10 | 30.09. | Mantua         | Mantua          | Romain Febvre    | Jorge Prado       | Tim Gajser        | Jorge Prado      | Romain Febvre     | Tim Gajser       | KTM           |
| 11 | 04.10. | Europa         | Mantua          | Tim Gajser       | Antonio Cairoli   | Glenn Coldenhoff  | Tim Gajser       | Antonio Cairoli   | Tim Gajser       | KTM           |
| 12 | 11.10. | Spanien        | Madrid          | Jorge Prado      | Tim Gajser        | Romain Febvre     | Jorge Prado      | Jorge Prado       | Tim Gajser       | KTM           |
| 13 | 18.10. | Belgien        | Lommel          | Tim Gajser       | Gautier Paulin    | Jorge Prado       | Gautier Paulin   | Tim Gajser        | Tim Gajser       | KTM           |
| 14 | 21.10. | Limburg        | Lommel          | Jorge Prado      | Tim Gajser        | Antonio Cairoli   | Tim Gajser       | Jorge Prado       | Tim Gajser       | KTM           |
| 15 | 25.10. | Lommel         | Lommel          | Tim Gajser       | Romain Febvre     | Jeremy Seewer     | Tim Gajser       | Tim Gajser        | Tim Gajser       | KTM           |
| 16 | 01.11. | Trentino       | Pietramurata    | Antonio Cairoli  | Tim Gajser        | Clément Desalle   | Tim Gajser       | Clément Desalle   | Tim Gajser       | KTM           |
| 17 | 04.11. | Pietramurata   | Pietramurata    | Tim Gajser       | Jeremy Seewer     | Romain Febvre     | Jeremy Seewer    | Tim Gajser        | Tim Gajser       | KTM           |
| 18 | 08.11. | Garda-Trentino | Pietramurata    | Tim Gajser       | Romain Febvre     | Gautier Paulin    | Romain Febvre    | Tim Gajser        | Tim Gajser       | KTM           |

### Fahrerwertung
| Rang | Fahrer              | Konstrukteur | Punkte |
| ---- | ------------------- | ------------ | ------ |
| 01.  | Tim Gajser          | Honda        | 720    |
| 02.  | Jeremy Seewer       | Yamaha       | 618    |
| 03.  | Antonio Cairoli     | KTM          | 599    |
| 04.  | Romain Febvre       | Kawasaki     | 572    |
| 05.  | Gautier Paulin      | Yamaha       | 505    |
| 06.  | Jorge Prado         | KTM          | 476    |
| 07.  | Clément Desalle     | Kawasaki     | 466    |
| 08.  | Glenn Coldenhoff    | GasGas       | 375    |
| 09.  | Jeremy Van Horebeek | Honda        | 316    |
| 10.  | Brian Bogers        | KTM          | 298    |
| 11.  | Jordi Tixier        | KTM          | 271    |
| 12.  | Jeffrey Herlings    | KTM          | 263    |
| 13.  | Arminas Jasikonis   | Husqvarna    | 248    |
| 14.  | Mitchell Evans      | Honda        | 228    |
| 15.  | Ivo Monticelli      | GasGas       | 219    |
| 16.  | Calvin Vlaanderen   | Yamaha       | 206    |
| 17.  | Arnaud Tonus        | Yamaha       | 184    |
| 18.  | Alessandro Lupino   | Yamaha       | 150    |
| 19.  | Henry Jacobi        | Yamaha       | 134    |
| 20.  | Michele Cervellin   | Yamaha       | 130    |
| 21.  | Brent Van doninck   | Yamaha       | 110    |
| 22.  | Jewgeni Bobryschew  | Husqvarna    | 107    |
| 23.  | Tanel Leok          | Husqvarna    | 094    |
| 24.  | Valentin Guillod    | Honda        | 088    |

| Rang | Fahrer              | Konstrukteur | Punkte |
| ---- | ------------------- | ------------ | ------ |
| 25.  | Dylan Walsh         | Honda        | 082    |
| 26.  | Petar Petrow        | KTM          | 081    |
| 27.  | Adam Sterry         | KTM          | 076    |
| 28.  | Benoît Paturel      | Honda        | 067    |
| 29.  | José Butrón         | KTM          | 036    |
| 30.  | Shaun Simpson       | KTM          | 031    |
| 31.  | Pauls Jonass        | Husqvarna    | 026    |
| 32.  | Samuele Bernardini  | Yamaha       | 025    |
| 33.  | Pascal Rauchenecker | KTM          | 019    |
| 34.  | Kārlis Sabulis      | KTM          | 018    |
| 35.  | Nicholas Lapucci    | KTM          | 015    |
| 36.  | Thomas Covington    | Yamaha       | 015    |
| 37.  | Tom Koch            | KTM          | 014    |
| 38.  | Zachary Pichon      | Honda        | 012    |
| 39.  | Harri Kullas        | Honda        | 011    |
| 40.  | Nathan Watson       | Honda        | 010    |
| 41.  | Freek van der Vlist | KTM          | 009    |
| 42.  | Lars van Berkel     | Husqvarna    | 009    |
| 43.  | Ander Valentín      | Husqvarna    | 009    |
| 44.  | Milko Potisek       | Yamaha       | 006    |
| 45.  | Kay Ebben           | KTM          | 002    |
| 46.  | Artjom Gurjew       | Honda        | 002    |
| 47.  | Rene Ranniko        | Husqvarna    | 002    |
| 48.  | Anton Gole          | Honda        | 002    |

### Konstrukteurswertung
| \| Rang \| Konstrukteur \| Punkte \| \| ---- \| ------------ \| ------ \| \| 01. \| KTM \| 764 \| \| 02. \| Honda \| 757 \| \| 03. \| Yamaha \| 690 \| \| 04. \| Kawasaki \| 661 \| \| 05. \| GasGas \| 486 \| \| 06. \| Husqvarna \| 383 \| |              |        |
| Rang | Konstrukteur | Punkte |
| 01. | KTM          | 764    |
| 02. | Honda        | 757    |
| 03. | Yamaha       | 690    |
| 04. | Kawasaki     | 661    |
| 05. | GasGas       | 486    |
| 06. | Husqvarna    | 383    |

## MX2

### Rennergebnisse
| #  | Datum  | Grand Prix     | Ort             | Grand Prix        | Grand Prix           | Grand Prix           | Sieger            | Sieger               | Gesamtführung | Gesamtführung |
| #  | Datum  | Grand Prix     | Ort             | Erster Platz      | Zweiter Platz        | Dritter Platz        | Rennen 1          | Rennen 2             | Fahrer        | Konstrukteur  |
| -- | ------ | -------------- | --------------- | ----------------- | -------------------- | -------------------- | ----------------- | -------------------- | ------------- | ------------- |
| 1  | 01.03. | Großbritannien | Matterley Basin | Jago Geerts       | Tom Vialle           | Mikkel Haarup        | Jago Geerts       | Tom Vialle           | Jago Geerts   | KTM           |
| 2  | 08.03. | Niederlande    | Valkenswaard    | Tom Vialle        | Maxime Renaux        | Jago Geerts          | Jago Geerts       | Tom Vialle           | Tom Vialle    | KTM           |
| 3  | 09.08. | Lettland       | Ķegums          | Tom Vialle        | Roan van de Moosdijk | Mathys Boisramé      | Tom Vialle        | Jago Geerts          | Tom Vialle    | KTM           |
| 4  | 12.08. | Riga           | Ķegums          | Jago Geerts       | Roan van de Moosdijk | Mathys Boisramé      | Jago Geerts       | Jago Geerts          | Tom Vialle    | Yamaha        |
| 5  | 16.08. | Ķegums         | Ķegums          | Jago Geerts       | Tom Vialle           | Roan van de Moosdijk | Tom Vialle        | Jago Geerts          | Tom Vialle    | Yamaha        |
| 6  | 06.09. | Italien        | Faenza          | Maxime Renaux     | Jago Geerts          | Tom Vialle           | Jago Geerts       | Maxime Renaux        | Tom Vialle    | Yamaha        |
| 7  | 09.09. | Faenza         | Faenza          | Tom Vialle        | Maxime Renaux        | Thomas Kjær Olsen    | Tom Vialle        | Tom Vialle           | Tom Vialle    | Yamaha        |
| 8  | 13.09. | Emilia-Romagna | Faenza          | Tom Vialle        | Jago Geerts          | Jed Beaton           | Jago Geerts       | Tom Vialle           | Tom Vialle    | Yamaha        |
| 9  | 27.09. | Lombardei      | Mantua          | Thomas Kjær Olsen | Jed Beaton           | Ben Watson           | Tom Vialle        | Jed Beaton           | Tom Vialle    | Yamaha        |
| 10 | 30.09. | Mantua         | Mantua          | Thomas Kjær Olsen | Tom Vialle           | Roan van de Moosdijk | Thomas Kjær Olsen | Tom Vialle           | Tom Vialle    | Yamaha        |
| 11 | 04.10. | Europa         | Mantua          | Jago Geerts       | Tom Vialle           | Thomas Kjær Olsen    | Tom Vialle        | Jago Geerts          | Tom Vialle    | Yamaha        |
| 12 | 11.10. | Spanien        | Madrid          | Tom Vialle        | Jago Geerts          | Thomas Kjær Olsen    | Tom Vialle        | Jago Geerts          | Tom Vialle    | KTM           |
| 13 | 18.10. | Belgien        | Lommel          | Tom Vialle        | Jago Geerts          | Ben Watson           | Ben Watson        | Jago Geerts          | Tom Vialle    | Yamaha        |
| 14 | 21.10. | Limburg        | Lommel          | Tom Vialle        | Ben Watson           | Jago Geerts          | Jago Geerts       | Tom Vialle           | Tom Vialle    | Yamaha        |
| 15 | 25.10. | Lommel         | Lommel          | Ben Watson        | Roan van de Moosdijk | Maxime Renaux        | Ben Watson        | Roan van de Moosdijk | Tom Vialle    | Yamaha        |
| 16 | 01.11. | Trentino       | Pietramurata    | Jago Geerts       | Thomas Kjær Olsen    | Tom Vialle           | Thomas Kjær Olsen | Jago Geerts          | Tom Vialle    | Yamaha        |
| 17 | 04.11. | Pietramurata   | Pietramurata    | Jago Geerts       | Ben Watson           | Jed Beaton           | Tom Vialle        | Jago Geerts          | Tom Vialle    | Yamaha        |
| 18 | 08.11. | Garda-Trentino | Pietramurata    | Ben Watson        | Tom Vialle           | Maxime Renaux        | Tom Vialle        | Ben Watson           | Tom Vialle    | Yamaha        |

### Fahrerwertung
| Rang | Fahrer               | Konstrukteur | Punkte |
| ---- | -------------------- | ------------ | ------ |
| 01.  | Tom Vialle           | KTM          | 759    |
| 02.  | Jago Geerts          | Yamaha       | 679    |
| 03.  | Maxime Renaux        | Yamaha       | 581    |
| 04.  | Jed Beaton           | Husqvarna    | 564    |
| 05.  | Ben Watson           | Yamaha       | 551    |
| 06.  | Thomas Kjær Olsen    | Husqvarna    | 540    |
| 07.  | Roan van de Moosdijk | Kawasaki     | 466    |
| 08.  | Conrad Mewse         | KTM          | 365    |
| 09.  | Rubén Fernández      | Yamaha       | 343    |
| 10.  | Stephen Rubini       | Honda        | 279    |
| 11.  | Alvin Östlund        | Honda        | 263    |
| 12.  | Isak Gifting         | GasGas       | 248    |
| 13.  | Mathys Boisramé      | Kawasaki     | 234    |
| 14.  | Bailey Malkiewicz    | Honda        | 164    |
| 15.  | Bas Vaessen          | KTM          | 163    |
| 16.  | Alberto Forato       | Husqvarna    | 156    |
| 17.  | Morgan Lesiardo      | Honda        | 143    |
| 18.  | Kevin Horgmo         | KTM          | 137    |
| 19.  | Mikkel Haarup        | Kawasaki     | 118    |
| 20.  | Jan Pancar           | KTM          | 115    |
| 21.  | Josh Gilbert         | Husqvarna    | 112    |
| 22.  | Nathan Renkens       | KTM          | 103    |
| 23.  | Nathan Crawford      | Honda        | 091    |

| Rang | Fahrer              | Konstrukteur | Punkte |
| ---- | ------------------- | ------------ | ------ |
| 24.  | Thibault Benistant  | Yamaha       | 090    |
| 25.  | Cyril Genot         | Yamaha       | 085    |
| 26.  | Rene Hofer          | KTM          | 073    |
| 27.  | Richard Šikyňa      | KTM          | 072    |
| 28.  | Michael Sandner     | GasGas       | 067    |
| 29.  | Mattia Guadagnini   | Husqvarna    | 062    |
| 30.  | Simon Längenfelder  | GasGas       | 059    |
| 31.  | Petr Polák          | Yamaha       | 045    |
| 32.  | Jeremy Sydow        | GasGas       | 035    |
| 33.  | Hardi Roosiorg      | KTM          | 033    |
| 34.  | Mitchell Harrison   | Kawasaki     | 022    |
| 35.  | Wilson Todd         | Kawasaki     | 021    |
| 36.  | Gianmarco Cenerelli | Husqvarna    | 021    |
| 37.  | Enzo Toriani        | Husqvarna    | 021    |
| 38.  | Johannes Nermann    | Husqvarna    | 017    |
| 39.  | Ashton Dickinson    | KTM          | 015    |
| 40.  | Glen Meier          | Yamaha       | 013    |
| 41.  | Jakub Terešák       | KTM          | 013    |
| 42.  | Filippo Zonta       | KTM          | 006    |
| 43.  | Roland Edelbacher   | Husqvarna    | 005    |
| 44.  | Joakin Furbetta     | KTM          | 003    |
| 45.  | Maximilian Spies    | Husqvarna    | 002    |
| 46.  | Jere Haavisto       | Yamaha       | 002    |

### Konstrukteurswertung
| \| Rang \| Konstrukteur \| Punkte \| \| ---- \| ------------ \| ------ \| \| 01. \| Yamaha \| 810 \| \| 02. \| KTM \| 786 \| \| 03. \| Husqvarna \| 655 \| \| 04. \| Kawasaki \| 561 \| \| 05. \| Honda \| 411 \| \| 06. \| GasGas \| 343 \| |              |        |
| Rang | Konstrukteur | Punkte |
| 01. | Yamaha       | 810    |
| 02. | KTM          | 786    |
| 03. | Husqvarna    | 655    |
| 04. | Kawasaki     | 561    |
| 05. | Honda        | 411    |
| 06. | GasGas       | 343    |

## WMX

### Rennergebnisse
| # | Datum  | Grand Prix     | Ort             | Grand Prix         | Grand Prix         | Grand Prix         | Sieger           | Sieger             | Gesamtführung      | Gesamtführung |
| # | Datum  | Grand Prix     | Ort             | Erster Platz       | Zweiter Platz      | Dritter Platz      | Rennen 1         | Rennen 2           | Fahrer             | Konstrukteur  |
| - | ------ | -------------- | --------------- | ------------------ | ------------------ | ------------------ | ---------------- | ------------------ | ------------------ | ------------- |
| 1 | 01.03. | Großbritannien | Matterley Basin | Courtney Duncan    | Larissa Papenmeier | Kiara Fontanesi    | Courtney Duncan  | Courtney Duncan    | Courtney Duncan    | Kawasaki      |
| 2 | 08.03. | Niederlande    | Valkenswaard    | Larissa Papenmeier | Kiara Fontanesi    | Nancy van de Ven   | Kiara Fontanesi  | Larissa Papenmeier | Courtney Duncan    | Kawasaki      |
| 3 | 26.09. | Lombardei      | Mantua          | Larissa Papenmeier | Nancy van de Ven   | Kiara Fontanesi    | Courtney Duncan  | Nancy van de Ven   | Larissa Papenmeier | Yamaha        |
| 4 | 30.09. | Mantua         | Mantua          | Courtney Duncan    | Nancy van de Ven   | Kiara Fontanesi    | Nancy van de Ven | Courtney Duncan    | Nancy van de Ven   | Yamaha        |
| 5 | 31.10. | Trentino       | Pietramurata    | Courtney Duncan    | Nancy van de Ven   | Larissa Papenmeier | Courtney Duncan  | Nancy van de Ven   | Courtney Duncan    | Yamaha        |

### Fahrerwertung
| Rang | Fahrer              | Konstrukteur | Punkte |
| ---- | ------------------- | ------------ | ------ |
| 01.  | Courtney Duncan     | Kawasaki     | 207    |
| 02.  | Nancy van de Ven    | Yamaha       | 207    |
| 03.  | Larissa Papenmeier  | Yamaha       | 200    |
| 04.  | Kiara Fontanesi     | KTM          | 193    |
| 05.  | Lynn Valk           | Yamaha       | 164    |
| 06.  | Shana van der Vlist | KTM          | 135    |
| 07.  | Sara Andersen       | KTM          | 121    |
| 08.  | Line Dam            | Yamaha       | 114    |
| 09.  | Anne Borchers       | Suzuki       | 094    |
| 10.  | Tahlia O’Hare       | KTM          | 091    |
| 11.  | Jamie Astudillo     | KTM          | 077    |
| 12.  | Malou Jakobsen      | KTM          | 054    |
| 13.  | Francesca Nocera    | Yamaha       | 049    |
| 14.  | Amandine Verstappen | Kawasaki     | 046    |
| 15.  | Mathilde Martinez   | KTM          | 039    |
| 16.  | Britt Jans-Beken    | KTM          | 035    |
| 17.  | Sandra Keller       | KTM          | 032    |
| 18.  | Emelie Dahl         | Yamaha       | 032    |
| 19.  | Britt Van Der Werff | Suzuki       | 031    |
| 20.  | Avrie Berry         | KTM          | 031    |
| 21.  | Elena Kapsamer      | KTM          | 026    |

| Rang | Fahrer                   | Konstrukteur | Punkte |
| ---- | ------------------------ | ------------ | ------ |
| 22.  | Elisa Galvagno           | Yamaha       | 025    |
| 23.  | Virginie Germond         | KTM          | 025    |
| 24.  | Jordan Jarvis            | Kawasaki     | 022    |
| 25.  | Kim Irmgartz             | Honda        | 021    |
| 26.  | Fiona Hoppe              | Husqvarna    | 021    |
| 27.  | Gabriela Seisdedos       | Kawasaki     | 019    |
| 28.  | Alicia Reitze            | Yamaha       | 015    |
| 29.  | Janina Lehmann           | Yamaha       | 014    |
| 30.  | Stephanie Stoutjesdijk   | Husqvarna    | 013    |
| 31.  | Justine Charroux         | Yamaha       | 012    |
| 32.  | Amber Simons             | KTM          | 010    |
| 33.  | Camille Viaud            | Yamaha       | 009    |
| 34.  | Kimberley Braam          | Kawasaki     | 005    |
| 35.  | Demi Verploegh           | Yamaha       | 005    |
| 36.  | Madelen Hofseth Pedersen | Yamaha       | 004    |
| 37.  | Mathilde Denis           | Yamaha       | 003    |
| 38.  | Brenda Wagemans          | Yamaha       | 003    |
| 39.  | Nieve Holmes             | Husqvarna    | 002    |
| 40.  | Ida Djärf Björklund      | Yamaha       | 002    |
| 41.  | Laura Raunkjær           | Husqvarna    | 001    |
| 42.  | Kathryn Booth            | KTM          | 001    |

### Konstrukteurswertung
| \| Rang \| Konstrukteur \| Punkte \| \| ---- \| ------------ \| ------ \| \| 01. \| Yamaha \| 230 \| \| 02. \| Kawasaki \| 207 \| \| 03. \| KTM \| 200 \| \| 04. \| Suzuki \| 099 \| \| 05. \| Husqvarna \| 029 \| \| 06. \| Honda \| 021 \| |              |        |
| Rang | Konstrukteur | Punkte |
| 01. | Yamaha       | 230    |
| 02. | Kawasaki     | 207    |
| 03. | KTM          | 200    |
| 04. | Suzuki       | 099    |
| 05. | Husqvarna    | 029    |
| 06. | Honda        | 021    |